# Parc solaire de Sebiș
Le parc solaire de Sebiș est une centrale de production photovoltaïque construite sur 200 ha de terrain situé à Sebiș dans le Județ d'Arad dans l'ouest de la Roumanie.
Le parc solaire compte environ 317 000 panneaux photovoltaïques pour une capacité installée totale de 65 mégawatts et a été achevé en décembre 2013. Le parc solaire devait fournir environ 91 GWh d'électricité par an soit suffisamment d'électricité pour alimenter quelque 100 000 foyers moyens,.
Le coût d'investissement pour le parc solaire de Sebiș s'est élevé à environ 100 millions d'euros.

## Sources et références
1. 1 2  « Investitie de 100 mil. euro intr-un parc fotovoltaic la Arad », sur web.archive.org, 4 mars 2016 (consulté le 23 août 2022)
2. ↑  « RAPORT DE ȚARĂ. Arad, județul care va avea cel mai mare parc fotovoltaic din țară », sur web.archive.org, 23 juin 2021 (consulté le 23 août 2022)